# Universidad de Banha
La Universidad de Banha (fundada el 1976) es una universidad pública con base en Banha, la capital de la gobernación de Al Qalyubiyah. 
Fue establecida siguiendo el decreto del 25 de noviembre de 1976 como una rama de la Universidad Zagazig en Banha, con las facultades de Comercio, Educación, Agricultura de Moshtohor, Ingeniería de Shobra y Medicina. 
En 1981-1982, las facultades de Artes, Ciencias de Banha y Veterinaria de Moshtohor fueron fundadas. El 1 de agosto de 2005 se consolidó como universidad independiente separándose de la Zagazig University. Los anteriores presidentes de la universidad fueron es el profesor  Hosam-ed-din Mohammad Al-Attar y el profesor  Mohamed safwat zahran, en la actualidad el profesor Ali shams aldeen

## Facultades y Hospitales
- Facultad de  Ingeniería.
- Facultad de  Ingeniería en Shoubra
- Facultad de  Comercio. Una sección fue constituida para estudiar en idioma inglés en la facultad en el curso de 1997-1998.
- Facultad de  Artes.
- Facultad de Educación General.
- Facultad de  Educación primaria.
- Facultad de  Leyes.
- Facultad de  Medicina.
- Facultad de  Medicina veterinaria.
- Instituto técnico de Enfermería.
- Facultad de  Agricultura.
- Facultad de  Ciencias.
- Facultad de Educación específica .
- Facultad de  Educación Física .
- Facultad de  Enfermería.
- Alto Instituto de Tecnología: Asociado con la  Universidad de Banha de acuerdo con el decreto presidencial número 83 del 3/7/2006.
- Facultad de  Computación e Información.
- Hospital Universitario de Benha

El número total de estudiantes en estas facultades es de 70000 alumnos aproximadamente, y el claustro de profesores titulares, asistentes y profesores asociados en la universidad es de 4000.
La universidad brinda numerosos servicios a la comunidad local siendo el más importante el hospital universitario con una capacidad que ronda las 1000 repartidasen diferentes departamentos y especialidades.
La universidad, con campus en las ciudades de Banha, Tookh y Shobra El Khayma provee acomodo a alrededor de 2700 alumnos procedentes de otras gobernaciones.